# Philoponella angolensis
Philoponella angolensis är en spindelart som först beskrevs av Roger de Lessert 1933.  Philoponella angolensis ingår i släktet Philoponella och familjen krusnätsspindlar. Inga underarter finns listade i Catalogue of Life.